# Letis claricostata
Letis claricostata är en fjärilsart som beskrevs av Paul Dognin 1912. Letis claricostata ingår i släktet Letis och familjen nattflyn. Inga underarter finns listade i Catalogue of Life.